# Heinrich Gretler
Heinrich Gretler est un acteur suisse né le 1er octobre 1897 à Zurich et mort dans cette ville le 30 septembre 1977.

## Filmographie partielle
- 1931 : Sur le pavé de Berlin de Phil Jutzi
- 1932 : Les Cinq du jazz-band (Fünf von der Jazzband) d'Erich Engel
- 1933 : Moi et l'Impératrice (Ich und die Kaiserin) de Friedrich Hollaender
- 1939 : L'Or dans la montagne de Max Haufler : Charrat
- 1952 : Heidi : le grand-père de Heidi
- 1954 : Uli, der Knecht : le fermier du Boden
- 1955 : Le Fils sans racines (Sohn ohne Heimat) de Hans Deppe : Gottlieb Peukert
- 1959 : La Vache et le Prisonnier d'Henri Verneuil : le fermier à la camionnette
- 1961 : Le cave se rebiffe de Gilles Grangier : M. Tauchmann